# Sík Igor
Sík Igor (Moszkva, 1927. április 27. –  Budapest, 2012. március 19.) Balázs Béla-díjas magyar operatőr, a Magyar Televízió örökös tagja. Sík Endre fia.

## Életpályája
1953–1957 között a Színművészeti Főiskola hallgatója volt. 1945-től Magyarországon, majd 1946–1949 között édesapjával az USA-ban élt, ahol gépészmérnöknek tanult. 1949–1953 között gépipari technikus volt. 1957 után a Magyar Televízió operatőreként dolgozott.

## Filmjei

### Tévéfilmek
- Mama (1958)
- Nő a barakkban (1961)
- Gömböc (1961)
- Ne éljek, ha nem igaz! (1962)
- Öröklakás (1963)
- Rab Ráby (1964)
- Az idegen ember (1964)
- Ivan Iljics halála (1965)
- A denevér (1965)
- Egy, kettő, három
- A gépírók (1967)
- Az ember tragédiája (1969)
- Komédia a tetőn (1969)
- Voronyezs (1970)
- A kékszakállú herceg vára (1970)
- Felhőfejes (1972)
- Bob herceg (1972)
- Zenés TV Színház (1973-1977)
- Irgalom (1973)
- Hannibál utolsó útja (1973)
- Az ördög cimborája (1973)
- A farkasok (1973)
- És mégis mozog a föld (1973)
- III. Béla (1974)
- Gellérthegyi álmok (1975)
- Még mindig aktuális... (1976)
- A szerző persze őrült (1976)
- Hosszú utazás (1976)
- Galilei (1977)
- A bunker (1977)[1]
- A medve (1978)
- Mire megvénülünk (1978)
- A két Bolyai (1978)
- Csalóka Péter (1979)
- Küszöbök (1979)
- Petőfi (1981)
- Hogyan csináljunk karriert? (1981)
- A tenger (1982)
- A pártfogó (1982)
- Ők tudják, mi a szerelem (1983)
- Történetek a vonaton (1983)
- Széchenyi napjai (1985)
- Szemes Katalin (1986)
- Villámfénynél (1986)
- Szomszédok (1987-1996)

### Játékfilmek
- Férjhez menni tilos (1964)
- Váltás (1964)

## Díjai, elismerései
- Szocialista Kultúráért (1961)[2]
- Balázs Béla-díj (1965)
- Érdemes művész (1976)
- Kiváló művész (1984)
- A Magyar Televízió örökös tagja (2004)